# Niszczyciele typu Cassin
Niszczyciele typu Cassin – typ amerykańskich niszczycieli z okresu I wojny światowej. 
Były pierwszymi okrętami mającymi na uzbrojeniu nowe działa kalibru 102 mm. Liczba wyrzutni torpedowych została podwojona w stosunku do czterech będących na uzbrojeniu niszczycieli typu Paulding. Dodatkowe uzbrojenie podniosło wyporność do ponad 1000 ton i obniżyło prędkość do poniżej 30 węzłów.
Jednocześnie powstawały cztery niszczyciele typu Aylwin i są one często uważane za okręty typu Cassin.
Niszczyciele typu Cassin brały udział w działaniach I wojny światowej jako eskorta konwojów. Po wojnie uczestniczyły w patrolach rumowych, będąc przez większość lat 20. XX wieku na stanie United States Coast Guard. Wszystkie zostały sprzedane na złom w połowie lat 30. XX wieku.

## Niszczyciele typu Cassin
| Dane okrętu | Zdjęcie |
| --- | ------- |
| USS "Cassin" (DD-43) - Położenie stępki: 1 maja 1912 - Wodowanie: 20 maja 1913 - Przyjęcie do służby: 9 sierpnia 1913 - Los: sprzedany na złom w sierpniu 1934            |         |
| USS "Cummings" (DD-44) - Położenie stępki: 21 maja 1912 - Wodowanie: 6 sierpnia 1913 - Przyjęcie do służby: 19 września 1913 - Los: sprzedany na złom w sierpniu 1934     |         |
| USS "Downes" (DD-45) - Położenie stępki: 27 czerwca 1912 - Wodowanie: 8 listopada 1913 - Przyjęcie do służby: 11 lutego 1915 - Los: sprzedany na złom w sierpniu 1934     |         |
| USS "Duncan" (DD-46) - Położenie stępki: 17 czerwca 1912 - Wodowanie: 5 kwietnia 1913 - Przyjęcie do służby: 30 sierpnia 1913 - Los: sprzedany na złom w 23 sierpnia 1934 |         |